# 루프탑 코리안스

1992년 로스앤젤레스 폭동 당시 로스앤젤레스의 한국계 미국인들

루프탑 코리안스(Rooftop Koreans) 또는 루프 코리안스(Roof Koreans)는 1992년 로스앤젤레스 폭동 당시 한국계 미국인 사업주와 주민이 무장한 채로 지역 상점 옥상으로 올라가 자경단을 구축한 일을 지칭한다. 로스앤젤레스 경찰국 경찰관 4명이 로드니 킹 폭행 사건에서 무죄 판결을 받으면서 LA 도시 지역의 불안사태가 촉발되었으며, 도시 전역에서 폭동, 약탈, 광범위한 폭력 및 방화가 발생했다. 많은 이들이 코리아타운에서 경찰의 느린 대응에 비판을 가하며 법 집행 기관에게 방치되었다고 느꼈다. 무장한 상인의 이미지는 폭동 기간 한국계 미국인의 투쟁을 상징하였며, 이후 무기 소지의 자유 옹호자에게 국가의 보호가 부재할 때 자기방어의 필요성을 보여주는 예시로 받아들여졌다.
폭동 이후 수 년 간 "루프탑 코리안스" 서사는 문화적, 정치적 상징으로 발전했다. 처음에는 한국계 미국인 상인의 회복력을 지칭했지만, 총기 옹호 단체와 미국 수정 헌법 제2조 옹호 단체에서 총기 무장 옹호론으로 이를 널리 퍼뜨렸으며 일부는 이를 시민 불안 시 개인 총기 소유의 정당화로 보고 있다. 이 밈은 온라인, 특히 총기 소지 권리 커뮤니티에서 인기를 얻었으며, 무장 자경단 지지 논거로 자주 인용된다.

## 배경
로스앤젤레스의 한국계와 아프리카계 미국인 공동체 사이에는 긴장이 있었다. 일부 한국인들에 따르면, 흑인 사이에서는 한국인이 지역에서 소규모 사업체를 운영하며 공동체로부터 무언가를 빼앗아 간다는 느낌이 있었고, 이는 인종적 반감으로 이어졌다. 이전의 폭력 사건으로는 1991년 한국계 미국인 편의점 주인 두순자가 흑인 십대 라타샤 할린스를 총으로 쏴 사망케 해 논란이 된 라타샤 할린스 피살 사건 등이 있었다.
두순자는 재판에서 유죄 판결을 받았고, 징역 10년을 선고받았다. 그러나 형은 집행유예로 정지되었고 대신 5년간의 보호관찰과 400시간의 사회봉사, 500달러의 배상금, 그리고 할린스의 장례 비용을 지불하게 되었다. 이 선고는 매우 가벼운 것으로 널리 여겨졌으며, 항소심도 부결되자 1992년 로스앤젤레스 폭동에 기여했다고 보도되었다.

## 사건
로드니 킹 평결 이후, 로스앤젤레스 경찰은 폭동의 압도적인 규모 때문에 많은 피해 지역을 보호할 수 없었다. 논란이 많았던 것은, 경찰이 상류층 지역인 베벌리힐스와 웨스트할리우드 주변에만 방어선을 구축하여 코리아타운 공동체를 사실상 포기하고 다른 소수 민족 및 저소득층 지역을 버려두었다는 점이다. 이에 대응하여 많은 한인 사업주와 주민은 직접 방어에 나섰다.
로스앤젤레스의 지역 한인 라디오 방송국은 한인 사업주를 돕기 위해 도움을 요청했고, 자원봉사자가 자신이 소유한 총기를 가지고 도착했다. 5번가와 웨스턴 애비뉴의 교차로가 주요 발포 지점이었고 캘리포니아 마켓(가주 또는 카주라고도 불림) 한인 식료품점은 주요 충돌 지점이었다. 8번가와 옥스포드, 그리고 웨스턴과 3번가 또한 시민들이 총기로 방어했다. 《로스앤젤레스 타임스》는 식료품점 옥상에 "산탄총과 자동 무기"를 든 여러 사람이 있었다고 보도했다. 에버니지는 "소총과 권총"이 사용되었다고 언급했다.
당시 대한민국 남성은 30개월의 의무 병역이 있었기 때문에, 많은 한인 이민자가 총기 취급 경험이 있었다는 점이 언급되었다.
루프탑 코리안스의 행동은 총기 규제와 자경주의에 대한 논쟁을 불러일으켰지만, 동시에 주민의 용기와 기지에 대한 칭찬을 자아냈다. 한국계 미국인 에드워드 송 리는 3번가 근처 상점을 보호하던 중 동료의 오인 사격으로 사망했다. 라틴계인 헥터 카스트로도 폭동 중 코리아타운에서 총에 맞아 사망했다. 정부는 그를 누가 죽였는지 파악할 수 없었는데, 상인과 폭도 모두 그 지역에서 총을 쏘고 있었기 때문이다.
경찰은 "전술 경계" 상태였기 때문에 시민의 어떠한 신고에도 응답하지 않았다. 조지 H. W. 부시 대통령이 1807년 반란법을 발동(반란으로 선포)하여 15,000명의 병력을 배치하고 나서야 질서가 회복되었다. 병력 배치 직후 질서가 회복되었다.

## 영향
루프탑 코리안스는 총기 소유 옹호자에게 시민의 총기 소유의 가치와 "자기 자신의 첫 번째 응답자"라는 점을 들면서 자주 인용되었다. 최근 몇 년간 이는 소셜 미디어 밈의 주제가 되었으며, 특히 2014년 퍼거슨 불온사태, Black Lives Matter의 출현, Stop Asian Hate를 둘러싼 인종적 긴장 증가와 함께 아프리카계 미국인 공동체와의 긴장 완화에 기여했다.
2025년 6월 로스앤젤레스 시위 기간 도널드 트럼프 미국 대통령의 아들인 도널드 트럼프 주니어는 루프탑 코리안스의 사진에 "루프탑 코리안스를 다시 위대하게 만들자!"(Rooftop Koreans Make Great Again!)라는 캡션을 달아 폭동과 약탈이 발생한 사건을 언급했다. 로스앤젤레스 한인회는 트럼프 주니어의 트윗을 "현재의 불안을 조롱하는 것"이라고 비난하며, "한국인의 과거 트라우마가 어떤 목적으로도 결코 악용되어서는 안 된다"고 비판했다. 1992년 폭동을 보도하면서 해당 사진을 촬영한 강형원은 트럼프 주니어가 "사진을 문맥에서 벗어나 사용하고 있다"고 말했으며, 트럼프 주니어가 게시물 삭제 요청에 응답하지 않자 변호사와 상의했다.

## 같이 보기
- 아프리카계 미국인-한국계 미국인 관계